# Кондёр
Кондёр — горный массив в Аяно-Майском районе Хабаровского края. Сложен щелочно-ультраосновными изверженными породами.
Хребет известен прежде всего своей почти идеальной кольцеобразной формой диаметром около 8 км при высоте от 1200 до 1387 м.
В поверьях эвенков и якутов Кондёр издавна считался святой горой под названием Ургула.

## Местоположение
Находится в 75 км к западу от села Джигда и в 100 км на запад-юго-запад от села Нелькан, ниже течения реки Маймакан, и в 1100 км на север от Хабаровска.
Хребет расположен в сурово-живописном, однако труднодоступном месте. Он не принадлежит к числу туристических достопримечательностей, поскольку здесь находится месторождение платины государственного значения.

## Геологическое строение
Своим происхождением хребет обязан магматической интрузии. Иными словами, вследствие вулканической деятельности в недрах земли расплавленные массы попали из глубинных в верхние слои земной коры. Поскольку магматические массы выталкивались на поверхность с недостаточной силой, они только вздыбили поверхностные глинистые сланцы, образовав таким образом круглый хребет.

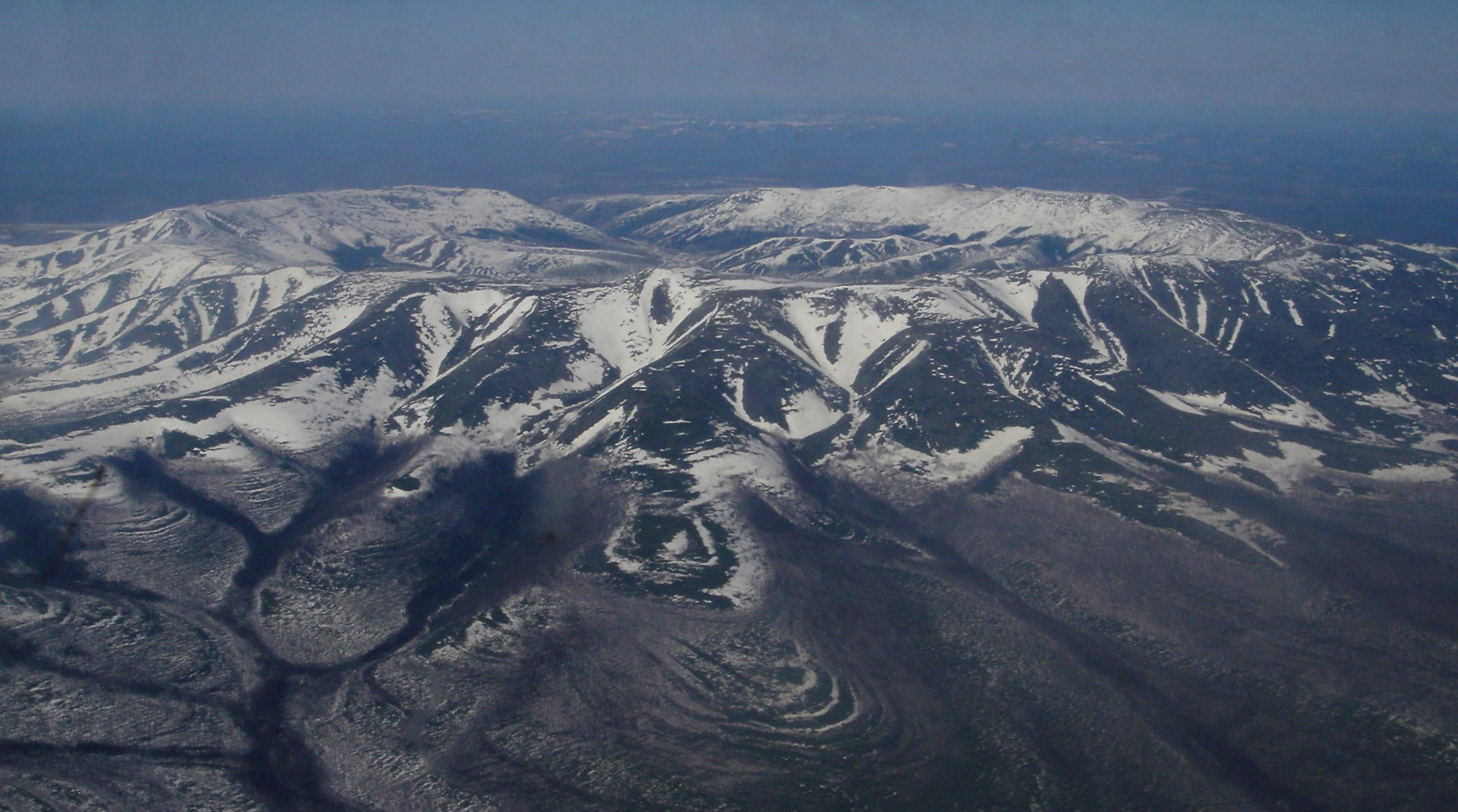
Вид на хребет Кондёр с вертолёта

Породы массива обнажаются среди архейских метаморфических комплексов и перекрывающих их терригенных отложений верхнепротерозойского возраста. Массив в плане имеет правильную округлую форму диаметром около 7,5 км, нарушающуюся двумя апофизами диоритов на юге и на северо-востоке. Строение массива концентрически-зональное, характеризующееся наличием центрального ядра и окружающей его оторочки, состоящей из концентрически замкнутых колец, сформированных породами разного состава. Центральная часть, сложенная дунитами, доминирующими над остальными породами, составляет вместе с другими ультраосновными породами до 90 % площади массива на современном эрозионном срезе. Дуниты образуют изометричное в плане штокообразное тело, размеры которого в поперечном сечении достигают 6,5 км.
Клинопироксениты, перидотиты и меланократовые габброиды нормального ряда щелочности образуют относительно узкую кольцевую зону вокруг дунитового ядра мощностью до 500 м. Многочисленные дайкообразные тела косьвитов также образуют кольцевую зону по периферии штока ультрабазитов, кроме того, слагают крупное поле в центре массива и встречаются в виде обособленных жильных тел среди дунитов, перидотитов и клинопироксенитов. Среди косьвитов выделяются участки крупнозернистых апатит-биотит-титаномагнетит-пироксеновых пород. Также по всему массиву широко распространены секущие жильные и дайковые образования, представленные щелочными нефелин-сиенитовыми пегматитами. По периферии Кондёрской интрузии располагаются карбонатиты в виде жил мощностью от 0,5 до 45 м. Они выполняют две группы сколовых трещин, одна из которых падает к центру массива под углами 35–50°, образуя систему конических жил, а другая — от интрузива под углами 45–65°, создавая систему кольцевых даек. Иногда карбонатиты пересекаются жилами щелочных пегматитов.
Разрывные нарушения Кондёрской интрузии представлены радиальными и кольцевыми разломами. Согласно теории шотландского геолога Эрнеста Массона Андерсона, радиальные (конические) разломы возникают при возрастании вертикального давления в глубинном магматическом очаге и представляют собой трещины скалывания по поверхности максимального напряжения давления. Кольцевые разломы, наоборот, возникают при уменьшении давления и нередко сопровождаются опусканием участка пород, заключённого внутри кольца.
Данные гравиметрии и магнитных исследований показывают, что магматическая колонна, застывшей частью которой является Кондёрская интрузия, уходит на глубину не менее 10 км.

## Гидрология
В северной части, где круг хребта Кондёр размыкается, из него вытекает одноимённая речка, приток Уоргалаана.

## История освоения

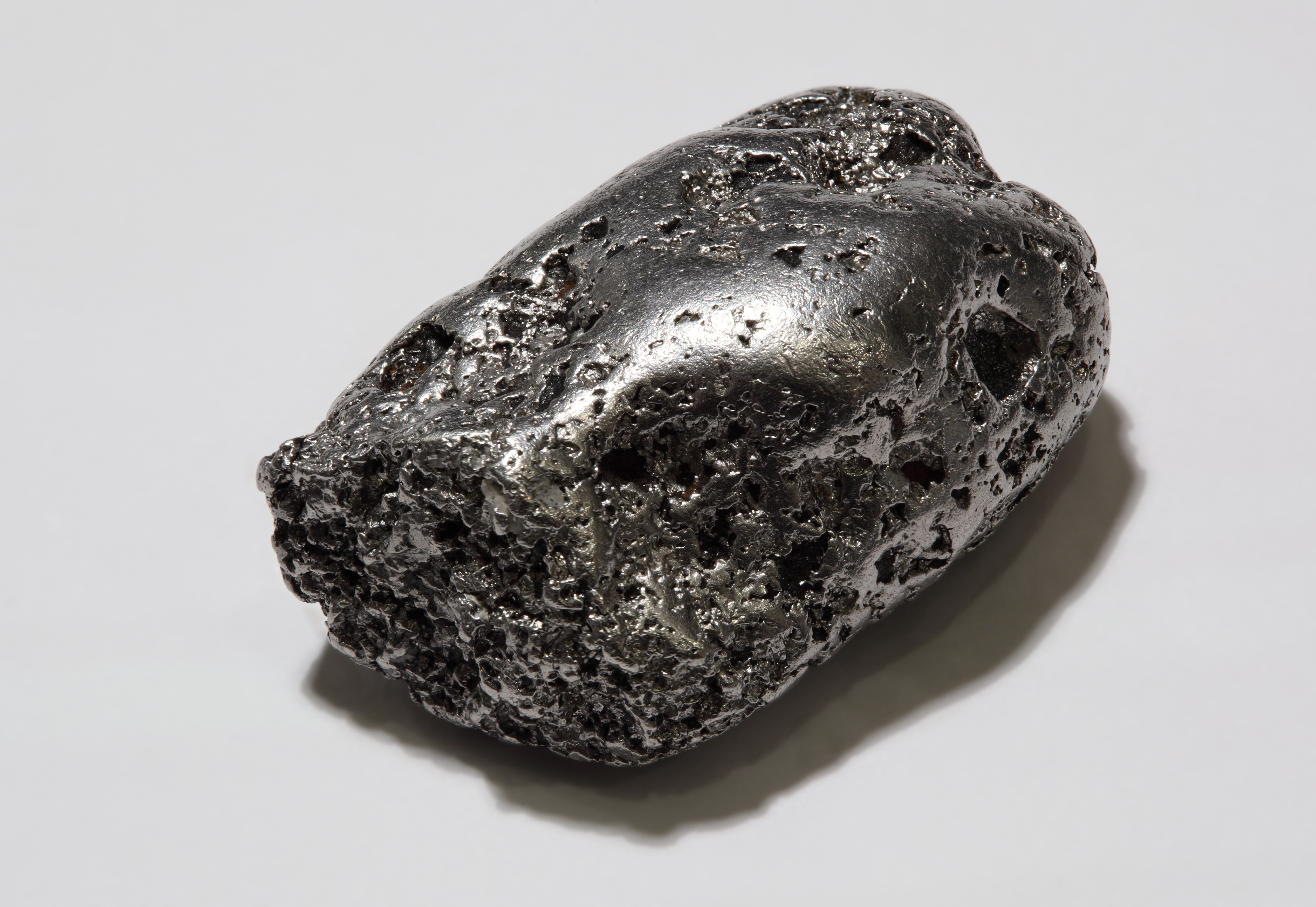
Платиновый самородок размером 35×23×14 мм и массой 112 г, найденный в Кондёре

Первым проводником, приведшим геологов на Кондёр, был эвенк Улукиткан с родового стойбища Буты (Буты — некогда заселявший Алданское нагорье эвенкийский род, из которого вышел Улукиткан), впоследствии погибший в тайге. 
В июне 1964 года Григорий Анисимович Федосеев отправился в далёкий посёлок Бомнак, где жил Улукиткан, и где на берегу Зеи был похоронен. На его могиле своими руками Федосеев соорудил памятник — железобетонный четырёхгранный тур, какие строят геодезисты на горных пиках. На вмонтированных в него трёх чугунных плитах — надписи:
Улукиткан. 1871—1963.
С тобой, Улукиткан, геодезисты и топографы штурмовали последние белые пятна на карте нашей Родины.

Тебе, Улукиткан, были доступны тайны природы, ты был великим следопытом, учителем, другом.
Чугунная плита прикрывает могильный холм. На ней слова: «Мать даёт жизнь, годы — мудрость. Улукиткан». Также в память о нём была написана повесть «Последний костёр», где есть описание данного события.
Ещё одна уникальная особенность хребта Кондёр — находящееся на его территории месторождение платины, одно из самых больших в мире. Учёные[кто?] пришли к такому выводу в конце 1970-х годов, а до того считали, что это эпизодическое явление. 
Уже с 1984 года были начаты регулярные работы по добыче платины старателями артели «Амур». Как оказалось, залежи огромны, свидетельством чему стали самородки массой от 1,5 до 3,5 кг. К тому же попадались и самородки кристаллической формы. Кроме платины, на территории хребта нашли и ряд других платиноидов, которые тоже стали добывать промышленным путём; также были открыты залежи нефелина, чёрного граната, монтичеллита, голубого кальцита. Есть и свой эндемичный минерал — кондерит.
В настоящее время артель старателей «Амур» (входит в группу компаний «Русская платина») продолжает разработку месторождения россыпной платины «Кондёр». В 2014 году для обслуживания месторождения был открыт аэропорт «Ургалан».